# Guldbagge 1972

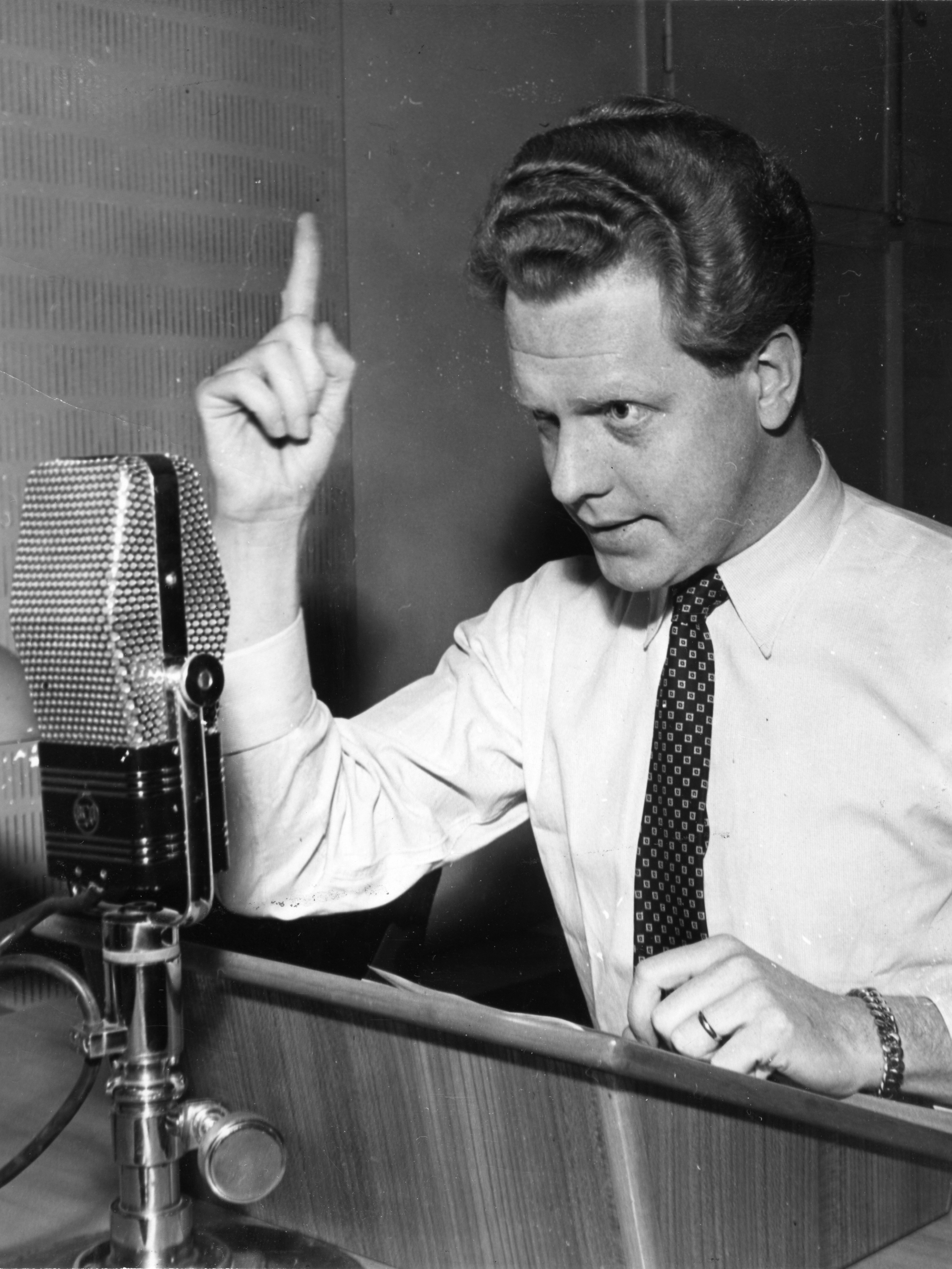
Tage Danielsson vinse il premio come miglior film con Äppelkriget e come miglior regista. Il film ottenne anche il premio come migliore attrice a Monica Zatterlund

La 8ª edizione del Premio Guldbagge, che ha premiato i film svedesi del 1971 e del 1972, si è svolta a Stoccolma il 23 ottobre 1972.

## Vincitori
Miglior film
- Äppelkriget, regia di Tage Danielsson

Miglior regista
- Tage Danielsson - Äppelkriget

Miglior attrice
- Monica Zetterlund - Äppelkriget e La nuova terra (Nybyggarna)

Miglior attore
- Eddie Axberg - Karl e Kristina (Utvandrarna) e La nuova terra (Nybyggarna)

Premio speciale
- Bengt Forslund